# Mathieu Claude
Mathieu Claude (Niort, 17 maart 1983) is een Frans voormalig wielrenner. Hij was beroepsrenner tussen 2005 tot 2012. 

## Biografie
Als kleine jongen was Mathieu Claude zeer bedrijvig. Hij testte zowat alle sporten uit, waaronder voetbal, paardrijden en atletiek. Geen enkele van deze sporten kon hem écht bekoren tot hij op 14-jarige leeftijd kennis maakte met het wielrennen. Hij schreef zich in voor een wedstrijd in zijn thuisdorp en won die koers drie jaar op rij. 
In 2001 maakte Claude de overstap naar de juniorencategorie. Hij sloot zich daar aan bij Vendée U, onder leiding van Jean-René Bernaudeau. In die periode behaalde hij veertien zeges in vijf seizoenen. De meeste van die overwinningen behaalde hij na een aanval in de laatste kilometers. Uiteindelijk bood diezelfde Bernaudeau hem een profcontract aan bij Bouygues Télécom, nadat hij de Vallée de la Loire op zijn naam geschreven had. Bij de profs verging het hem een pak minder. Hij deed mee aan de Ronde van Italië en de Ronde van Spanje, maar de ploegleiding achtte hem te licht voor de Ronde van Frankrijk. Claude was een aanvaller pur sang. 

## Belangrijkste overwinningen

### 2003
- Parijs-Tours (U23)
- La Côte Picarde (U23)

### 2004
- Vallée de la Loire
- Tour de l'Eure et Loire
- 3e etappe Boucles de la Mayenne

## Resultaten in voornaamste wedstrijden
| Jaar | Ronde van Italië | Ronde van Frankrijk | Ronde van Spanje |
| ---- | ---------------- | ------------------- | ---------------- |
| 2005 | 147e             |                     |                  |
| 2006 |                  |                     | opgave           |
| 2007 |                  |                     | opgave           |
| 2009 |                  |                     |                  |
| 2010 | opgave           |                     |                  |
| 2011 |                  |                     |                  |

| Jaar | Milaan-San Remo | Ronde van Vlaanderen | Parijs-Roubaix |
| ---- | --------------- | -------------------- | -------------- |
| 2005 |                 |                      |                |
| 2006 |                 |                      | 89e            |
| 2007 |                 |                      |                |
| 2009 |                 | 102e                 |                |
| 2010 | 119e            |                      | 20e            |
| 2011 |                 |                      | 62e            |